# Слабодчиков, Селивестр Климович
Селивестр Климович Слабодчиков (1938 год, д.Козелье, Краснопольский район,Могилёвская область, Белорусская ССР — 28 июня 2008, село Улкен Нарын Катон-Карагайского района Восточно-Казахстанской области, Казахстан) — целинник, механизатор совхоза «40 лет Казахстана» Большенарымского района Восточно-Казахстанской области, Казахская ССР. Герой Социалистического Труда (1981).

## Биография
Окончив семь классов Почеповской школы Краснопольского района, начал работать в колхозе, но в душе зародилась искра желания постичь механизаторскую профессию. Поступил в школу механизации д. Монастырек   Чериковского района. В то время Советский Союз звал молодёжь на освоение целинных земель Казахстана, Сибири и Дальнего Востока. В 1958 году переехал в село Большенарымское Катон-Карагайского района Восточно-Казахстанской области, где трудился трактористом-комбайнёром в колхозе «40 лет Казахстана».По итогам социалистического соревнования 1972 года   труд  его был оценен орденом Трудового Красного Знамени, а в 1974 году он стал кавалером ордена Ленина. В 1975 году ему было присвоено звание «Ударник девятой пятилетки».
    Указом Президиума Верховного Совета СССР за трудовые успехи, достигнутые в десятой пятилетке, ему было присвоено звание Героя Социалистического Труда (1981) «за выдающиеся успехи, достигнутые в выполнении планов и социалистических обязательств по продаже государству в 1980 году миллиарда пудов зерна и перевыполнении планов десятой пятилетки по производству и закупкам хлеба и других сельскохозяйственных продуктов». с вручением ордена Ленина и золотой медали «Серп и Молот».

## Награды
- Герой Социалистического Труда — указом Президиума Верховного Совета СССР от 19 февраля 1981 года
- Орден Ленина
- Орден Трудового Красного Знамени